# Thomas Charles Hope

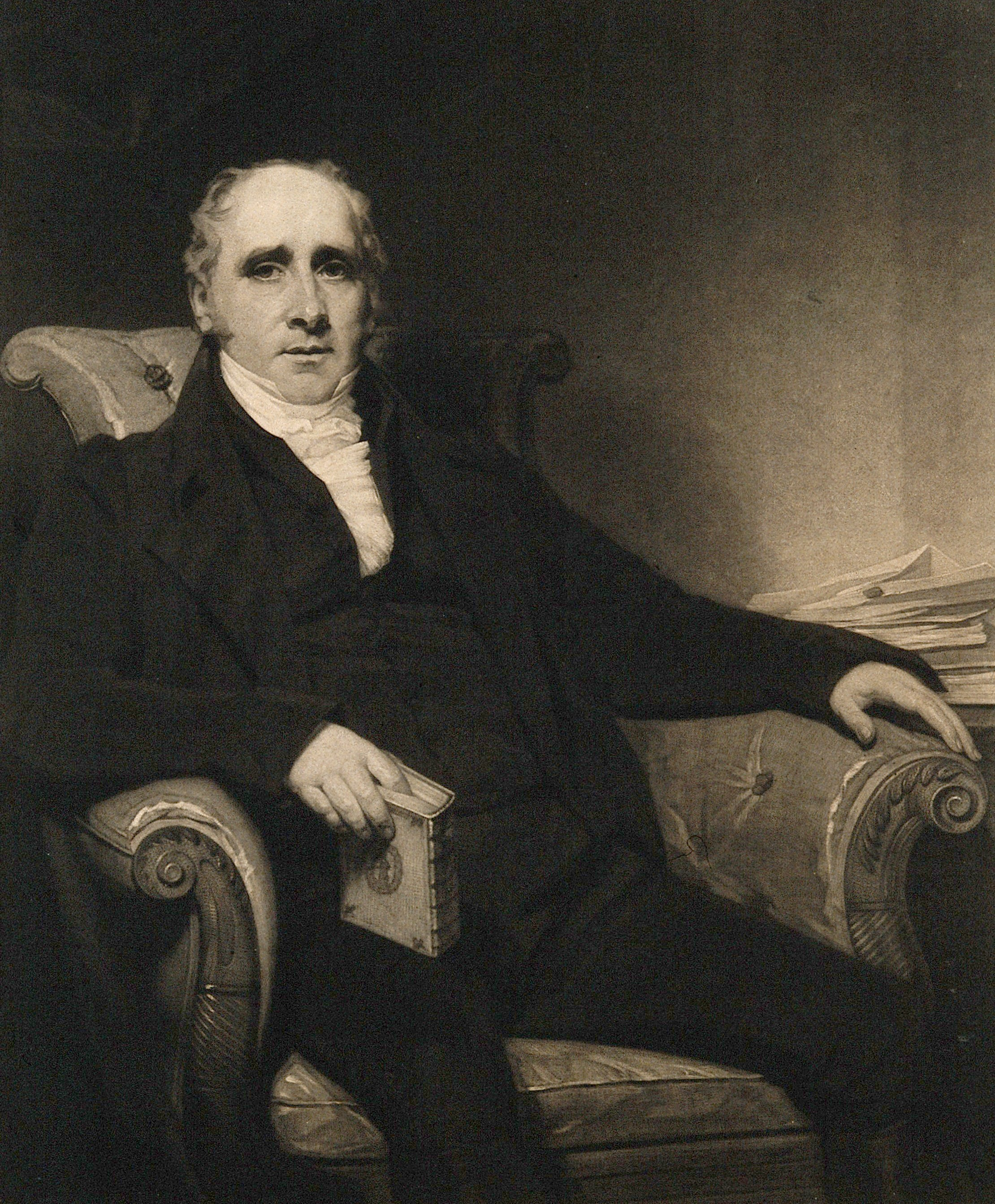
Thomas Charles Hope

Thomas Charles Hope (* 21. Juli 1766 in Edinburgh; † 13. Juni 1844 in Edinburgh) war ein schottischer Arzt und Chemiker. Er war Mitentdecker des chemischen Elementes Strontium.

## Leben und Wirken
Thomas Charles Hope war der jüngste Sohn des Botanikers John Hope (1725–1786) und seiner Frau Juliana Stevenson. Nach seiner Ausbildung an der High School in Edinburgh studierte er an der Universität Edinburgh und wurde dort 1787 Doktor der Medizin.  Im Oktober 1787 ging er nach Glasgow, wo er Professor für Chemie an der Universität Glasgow wurde. 1789 übernahm er zusätzlich noch die Assistenzprofessur für Medizin und lehrte bis 1791, als er die Vorlesungen über Chemie aufgab, beide Fachrichtungen.
Von 1795 an war er, bis 1799 gemeinsam mit Joseph Black, Professor für Chemie in Edinburgh.
Hope erbrachte 1793 den experimentellen Beweis dafür, dass das bei Strontian entdeckte natürliche Mineral Strontianit, wie schon von Adair Crawford vermutet, ein neues Erdalkalimetall enthält, das sich von Barium unterscheidet. 1805 wies er nach, dass Wasser seine größte Dichte einige Grad über dem Gefrierpunkt hat.
Hope war Mitglied zahlreicher wissenschaftlicher Gesellschaften:
- 1789 Mitglied der Royal Society
- 1815 Präsident des Royal College of Physicians of Edinburgh
- 1820 Ehrenmitglied der Royal Irish Academy
- 1823 Vizepräsident der Royal Society of Edinburgh (bis zu seinem Tod)
- 1841 Gründungsmitglied der Chemical Society of London

## Schriften
- Tentamen inaugurale, quaedam de plantarum motibus et vita complectens... Balfour et Smellie, Edinburgh 1787 - Dissertation
- Account of a mineral from Strontian, and of a peculiar species of Earth Which it Contains. In: Transactions of the Royal Society of Edinburgh. Band 4, Teil 2, 1798, S. 3–39
- Experiments and Observations upon the Contraction of Water by Heat at Low Temperatures. In: Transactions of the Royal Society of Edinburgh. Band 5, 1805, S. 379–405